# Wycheproof
Wycheproof (686 habitants) est un village du Victoria situé à 276 km au nord-ouest de Melbourne sur la Calder Highway.
Il est le siège du conseil du comté de Buloke.